# Valter Milovan
Valter Milovan (Maer; Pula, 1975.), hrvatski znanstvenik, prevoditelj i glazbenik.

## Život i djelo
Diplomirao je talijanski jezik i književnost na Pedagoškom fakultetu u Puli 1998. Do 2000. godine je novinar kulture u Glasu Istre, pulskom dnevnom listu. Doktorira 2009. na Filozofskom fakultetu u Zagrebu s temom Život i smrt (u) Piera Paola Pasolinija. Na Odsjeku za talijanistiku Sveučilišta Jurja Dobrile u Puli predaje kolegije iz talijanske književnosti i kulture. Priznati je poznavatelj Pasolinijevog lika i djela.
U glazbi djeluje pod umjetničkim (kantautorskim) imenom Maer. Na njegovom prvom albumu Neradni dan iz 2012. "mjesta su našli i hrvatski i talijanski, i standardni i čakavski hrvatski, i Slavko Mihalić i Vladimir Nazor, i Beatlesi i Sergio Endrigo, i spoken word i iskrivljena sjećanja na socijalizam.". Prati ga zbirka poetskih tekstova te fotografije Damjana Bistričića, a izdao ga je pazinski ogranak Matice hrvatske. Album Hereza, nastao u suradnji s Livijom Morosinom, bio je 2018. nominiran za glazbenu nagradu Porin u kategoriji Najbolji album alternativne glazbe.

## Djela

### Knjige
- Bilješke o Pasoliniju, Meandar media, 2011., monografija[7] književno-povijesna studija[5]
- Hrvatsko – talijanski razgovorni priručnik, Dominović, 2011., rječnik
- Neradni dan (priručnik za upotrebu) (Maer i Damjan Bistričić), Matica hrvatska Pazin, 2012., zbirka poetskih tekstova
- Rječnik roverskih i okolnih govora (Slavko Kalčić, Goran Filipi, Valter Milovan), Pazin, Zagreb, Pula: Matica hrvatska Pazin, Naklada Dominović, Znanstvena udruga Mediteran, 2014, rječnik
- Žuti bog (Želimir Periš, Zvonimir Perić, Maer), Histria Croatica C.A.S.H., 2020.

### Albumi
- Neradni dan (album), Matica hrvatska, 2012.
- Hereza (album) (Livio Morosin & Maer), Croatia Records, 2018.
- Žuti bog (album), Histria Croatica C.A.S.H., 2020.

### Prijevodi
- Pier Paolo Pasolini: Svi smo u opasnosti, Novi Sad: IU Misao, 2014. (monografija)
- Pier Paolo Pasolini: Jedan od mnogih epiloga. Izabrane pjesme (Preveli Mladen Machiedo i V. Milovan), Meandar media 2018.